# Léider Preciado
Léider Calimenio Preciado Guerrero (* 26. Februar 1977 in Tumaco) ist ein ehemaliger kolumbianischer Fußballspieler. Der Stürmer nahm mit der kolumbianischen Nationalmannschaft an der Fußball-Weltmeisterschaft 1998 teil.

## Karriere

### Verein
Léider Preciado zog aus seiner Heimatstadt Tumaco nach Bogotá, um Fußballprofi zu werden. Bei einem Probetraining bei den Millonarios erzielte er direkt drei Tore, wurde jedoch aus wirtschaftlichen Gründen nicht verpflichtet. Stattdessen schloss er sich Santa Fe an, wo er in den Jugendmannschaften und beim Partnerverein El Cóndor ausgebildet wurde. 1995 gab er sein Profidebüt für Santa Fe. In den Folgejahren wurde er an El Cóndor und Cúcuta Deportivo verliehen, um Spielpraxis zu sammeln. 1998 erzielte er sein erstes Tor im Hauptstadtderby gegen die Millonarios. Noch im selben Jahr gelangen ihm seine ersten beiden Tore in einem Spiel. Seine Leistungen führten zur Nominierung für die Weltmeisterschaft 1998.
Nach der Weltmeisterschaft wechselte er nach Europa zum spanischen Verein Racing Santander, wo er jedoch nur wenig Einsatzzeit erhielt. Deshalb ging er zum Zweitligisten CD Toledo. 2000 kehrte er zu Santa Fe zurück und traf regelmäßig, insbesondere in den Derbys gegen die Millonarios. 2002 folgte der Wechsel zu Once Caldas, danach zu Deportivo Cali, wo er 2003 mit 17 Treffern Torschützenkönig wurde und mit dem Team die Vizemeisterschaft erreichte. 2004 kehrte er zu Santa Fe zurück, wo er in den Derbys gegen die Millonarios fünf Tore erzielte, darunter einen Hattrick beim 4:1-Sieg. In diesem Spiel erzielte er auch sein 100. Profitor. Im selben Jahr wurde er mit 15 Treffern Torschützenkönig der Finalrunde. Im zweiten Halbjahr 2005 spielte er für al-Shabab in Saudi-Arabien, kehrte aber 2006 erneut zu Santa Fe zurück. 2008 wurde er mit 15 Toren alleiniger Rekordtorschütze des Bogotá-Derbys – alle Treffer erzielte er im Trikot von Santa Fe.
Anschließend wechselte er zum ecuadorianischen Verein Deportivo Quito, wo er 2008 Meister wurde und damit nach 40 Jahren einen Titel für den Klub gewann. 2009 unterschrieb er bei América de Cali, verließ den Verein aber noch im selben Jahr mit 15 weiteren Spielern. 2010 spielte er für Atlético Bucaramanga in der zweiten Liga, anschließend für Deportes Quindío, mit dem er die Halbfinalrunde der Play-off-Spiele erreichte. 2011 folgte seine letzte Saison bei Santa Fe. Im Torneo Apertura erzielte er zwei Tore, musste jedoch nach einem Autounfall pausieren. Danach kam er nur noch sporadisch zum Einsatz und wurde nicht für die Saison 2012 berücksichtigt. Im Januar 2012 wurde bekannt, dass Preciado Santa Fe als Berater im Jugendbereich weiterhin erhalten bleibt. Am 5. Mai 2012 wurde er gemeinsam mit Agustín Julio offiziell verabschiedet. Wenige Wochen später wurde Santa Fe kolumbianischer Meister, der erste Titelgewinn seit 37 Jahren.

### Nationalmannschaft
Preciado debütierte für die Nationalmannschaft im April 1998 beim Freundschaftsspiel gegen Chile und erzielte beim 2:2-Unentschieden beide Treffer für sein Team. Bei der Weltmeisterschaft 1998 stand er im Kader und bestritt alle drei Gruppenspiele. Beim 1:0-Erfolg über Tunesien erzielte er den einzigen Turniertreffer Kolumbiens, die Cafeteros schieden bereits in der Gruppenphase aus. Bis zum September 2007 kam er in weiteren Freundschafts- und Qualifikationsspielen für die Weltmeisterschaften 2002 bzw. 2006 zum Einsatz, für die sich Kolumbien nicht qualifizieren konnte. Insgesamt bestritt er 12 Länderspiele, in denen er vier Treffer erzielte.

## Erfolge
Deportivo Quito
- Ecuadorianischer Meister: 2008

## Auszeichnungen
- Torschützenkönig der Categoría Primera A: 2003-II, 2004-II